# Birita Jacobsdatter á Mýri
Birita Jacobsdatter á Mýri, född 1805, död 1874, var en färöisk folksångare. 
Hennes sånger har många gånger blivit nedtecknade, bland annat "Margretu kvæði" i Corpus Carminum Færoensium. Færoya kvæði, av folkloristen V. U. Hammershaimb 1849.